# Jiache
Jiache är en socken i Kina. Den ligger i provinsen Yunnan, i den sydvästra delen av landet, omkring 120 kilometer nordost om provinshuvudstaden Kunming. Antalet invånare är 22 373. Befolkningen består av 10 239 kvinnor och 12 134 män. Barn under 15 år utgör 24,0 %, vuxna 15-64 år 67 %, och äldre över 65 år 8,0 %.
Genomsnittlig årsnederbörd är 919 millimeter. Den regnigaste månaden är juni, med i genomsnitt 200 mm nederbörd, och den torraste är januari, med 8 mm nederbörd.